# Cetatea Borghausen
Cetatea Burghausen este o ruină în apropiere de Attendorn din Nordrhein-Westfalen. Forma construcției de azi provine din secolul al XIV-lea.